# Внедрени в час 2
„Внедрени в час 2“ (на английски: 22 Jump Street) е американска екшън комедия от 2014 г. на режисьорите Фил Лорд и Кристофър Милър. Продължение е на филма „Внедрени в час“ от 2012 г., който е базиран е на сериала „Внедрени в час“ (1987 – 1991). Двамата полицаи Мортън Шмид и Грег Дженко този път отиват под прикритие в колеж, за да открият разпространителя на нов наркотик. Главните роли отново се изпълняват от Джона Хил и Чанинг Тейтъм.

## В България
В България филмът е излъчен на 26 Март 2017 г. по Нова Телевизия с български войсоувър дублаж. Екипът се състои от:
| Озвучаващи артисти  | Христина Ибришимова Силвия Русинова Георги Георгиев-Гого Николай Николов Силви Стоицов Ивайло Велчев |
| Преводач            | Саша Добрева                                                                                         |
| Тонрежисьор         | Димитър Кукушев                                                                                      |
| Режисьор на дублажа | Димитър Кръстев                                                                                      |